# مقاطعة سولانو (كاليفورنيا)
مقاطعة سولانو (بالإنجليزية: Solano County)‏ هي إحدى مقاطعات ولاية كاليفورنيا في الولايات المتحدة الأمريكية.

## أعلام
- ويليام برادفورد
- ناثان بوست
- جون أوستورهوت